# Obersächsische Dialekte

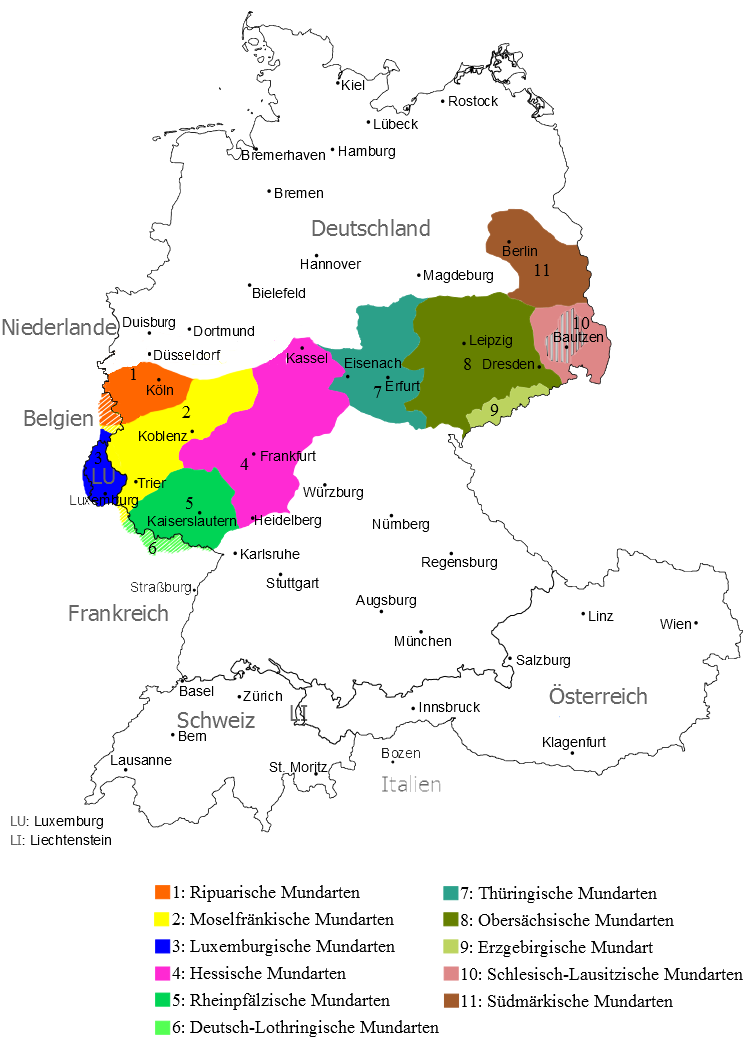
Karte der Verbreitung der mitteldeutschen Mundarten. Obersächsisch (Nr. 8) in dunklem Olivgrün

Das Obersächsische ist ein Teil der thüringisch-obersächsischen Dialektgruppe, die ihrerseits zum Ostmitteldeutschen gehört. Gesprochen wird es in Sachsen, dem südöstlichen Sachsen-Anhalt und – je nach sprachlichem Einzelkriterium – kleineren oder größeren Teilen des östlichen Thüringen, früher auch im benachbarten deutschsprachigen Teil Böhmens.
Das Obersächsische grenzt an das Thüringische, das Ostfälische, das 
Nordobersächsisch-Südmärkische, das Schlesische, das Nordbairische und das Ostfränkische.
Mit dem umgangssprachlich als Sächsisch bezeichneten Idiom ist in der Regel nicht der Dialekt, sondern der Regiolekt Sachsens gemeint.

## Sprachraum
Das Obersächsische bildet eine uneinheitliche Sprachlandschaft. Die im folgenden Absatz skizzierte Gliederung der Basismundarten basiert auf phonologischen und morphologischen Daten aus dem späten 19. und der ersten Hälfte sowie Mitte des 20. Jahrhunderts, diejenige im letzten Absatz auf der Auswertung von 66 Variablen der Wenkersätze aus der zweiten Hälfte des 19. Jahrhunderts.
Den Hauptbereich des Obersächsischen nimmt das Meißnische ein, in dessen Gebiet auch Dresden liegt und das von Borna im Westen bis Pirna im Osten reicht. Nordwestlich schließt das Osterländische an, wozu auch Leipzig gehört und das sich von Grimma im Süden bis Bitterfeld im Norden erstreckt. Die obersächsisch-schlesischen Übergangsmundarten im Osten umfassen die Oberlausitz sowie bis zur Vertreibung der deutschsprachigen Bevölkerung 1945 den anschließenden Grenzsaum Böhmens; alles in allem sind sie jedoch schon stark schlesisch ausgerichtet. Die obersächsisch-thüringischen Übergangsmundarten im Westen liegen bereits auf thüringischem Boden und reichen von Altenburg bis (je nach Kriterium) gegen Jena und Erfurt. Die in Südwestsachsen gesprochenen Mundarten des Vogtländischen und des Erzgebirgischen (in dessen nördlichsten Ausläufern die Stadt Chemnitz liegt) bilden hingegen Übergangsmundarten zum Ostfränkischen und weisen damit auch dem Oberdeutschen zugerechnete Merkmale auf, ebenso die einst anschließenden deutschböhmischen Dialekte; sie werden deshalb nicht immer zum Obersächsischen gerechnet. Das im Norden um Torgau bis gegen Cottbus gesprochene Nordobersächsische schließlich hat ein niederdeutsches Substrat und wird deshalb ebenfalls nicht immer zum Obersächsischen gezählt.
Dialektometrische Daten, die noch weitere sprachliche Kriterien beiziehen und damit eine andere Gewichtung der Einzeldaten erhalten, bestätigen dieses Bild teilweise, indem im Südwesten des Obersächsischen das Vogtländische und das Erzgebirgische und im Norden das Nordobersächsische ebenfalls als selbständige Mundartlandschaften („Süd-Ostmitteldeutsch“ und „Nord-Ostmitteldeutsch“) sichtbar werden. Das Meißnische hingegen verteilt sich auf das westliche „Ost-Ostmitteldeutsch“ und das östliche „Zentral-Ostmitteldeutsch“ und hat auch Anteil am „Süd-Ostmitteldeutsch“, und das Osterländische verteilt sich auf „Zentral-Ostmitteldeutsch“ und „Nord-Ostmitteldeutsch“. Alles in allem bestätigt sich damit das Bild der traditionellen Dialektologie, dass im Süden ein Übergangsgebiet zum Oberdeutschen und im Norden ein Übergangsgebiet zum Niederdeutschen vorliegt, wogegen der „reinmitteldeutsche“ zentrale Teil des Obersächsischen nur schwierig sinnvoll zu untergliedern ist.

## Basisdialektale Merkmale
Wie viele andere deutsche Dialekte kennt auch das Obersächsische die Entrundung von mittelhochdeutsch /ö/, /öː/, /ü/, /üː/ und /üe/ zu /e/, /eː/, /i/ und /iː/, so dass etwa bäse für „böse“ und Biehne für „Bühne“ gesprochen wird. Ebenfalls mit anderen Dialektgruppen gemeinsam ist die binnendeutsche Konsonantenschwächung, etwa Kardoffeln für „Kartoffeln“ und Babba für „Papa“. Wie fast im gesamten Ostmitteldeutschen wird mittelhochdeutsches ë zu /a/ gesenkt, sodass es auch im Obersächsischen Schwaster „Schwester“, schlacht „schlecht“ heißt. Wie im Thüringischen weitgehend ausgeblieben ist die Apokope, so heißt es dialektal balde oder im Hause, nicht wie in den meisten anderen deutschen Mundarten bald, im Haus.
Im Unterschied zum Thüringischen lautet der Infinitiv auf -en und nicht -e aus. Gemeinsam mit dem Ostthüringischen ist dem Obersächsischen die Monophthongierung der mittelhochdeutschen Diphthonge /ei/, /ou/, /öi/, etwa Been für „Bein“ und Boom für „Baum“, wofür das Erzgebirgische und Vogtländische einheitliches langes /aː/ kennen. Je nach lautlicher Umgebung und damit regional unterschiedlich stark ausgeprägt ist die Hebung von mittelhochdeutsch /eː/, /o/ und /oː/ zu /iː/, /u/ und /uː/, so heißt es verbreitet etwa Schnii „Schnee“, Ufen „Ofen“, eingeschränkter gilt etwa Duchter „Tochter“ und noch regionaler Vulg „Volk“.
Gesammelt wurde der obersächsische Wortschatz in Karl Müller-Fraureuths Wörterbuch der obersächsischen und erzgebirgischen Mundarten (1911 und 1914) sowie im vierbändigen Wörterbuch der obersächsischen Mundarten, das nach längeren Vorarbeiten zwischen 1994 und 2003 erschienen ist.

## Situation im 20. und 21. Jahrhundert
In der ersten Hälfte des 20. Jahrhunderts wurden die Basismundarten laut Horst Becker hauptsächlich noch im Südwesten, Südosten und Nordosten des obersächsischen Gebiets gesprochen, nämlich im Erzgebirge und im Vogtland, in der südlichen Lausitz sowie im Tal der Elbe und der Schwarzen Elster zwischen Riesa, Hoyerswerda und Wittenberg. Etwas weniger präsent waren sie überdies im Raum Grimma–Döbeln–Riesa und um Bitterfeld. 1953 stellte Rudolf Große in seiner Arbeit zur Mundart und Umgangssprache im Meißnischen fest, dass die ursprüngliche Mundart zwischen Zwickauer Mulde und Elbe nahezu ausgestorben war, so dass es schwierig war, Gewährsleute für die Mundart zu finden.
Laut Beat Siebenhaar ist der obersächsische Dialekt – im Sinne eines geschlossenen Sprachsystems mit klaren Regeln in Aussprache, Wortbildung und Syntax – in der zweiten Hälfte des 19. bis Anfang des 20. Jahrhunderts weitgehend ausgestorben. Die Basisdialekte wurden seither von Regiolekten abgelöst, die je nach Ort, Region und Sprecher unterschiedlich stark ostmitteldeutsch geprägt sind.

## Mundartautoren
- Lene Voigt
- Hilmar Mückenberger
- Anton Günther